# Lindenwood Park (Saint-Louis)
 (août 2018).
Si vous disposez d'ouvrages ou d'articles de référence ou si vous connaissez des sites web de qualité traitant du thème abordé ici, merci de compléter l'article en donnant les références utiles à sa vérifiabilité et en les liant à la section « Notes et références ».
Lindenwood Park est un quartier de Saint-Louis, dans le Missouri. Le quartier de Lindenwood Park est délimité par Arsenal Street et la route I-44 au nord, Watson Street et Chippewa Street au sud, Hampton Avenue à l'est et les limites de la ville à l'ouest. Lindenwood est idéalement situé au centre-ville de Saint-Louis, dans la ville de Clayton, à Forest Park. Dans ce quartier se trouvent des attractions mais surtout The Hill avec ses restaurants italiens et le magasin Ted Drewes Frozen Custard sur Chippewa, à St. Louis Hills.

## Caractéristiques
Lindenwood Park, comme la plupart des quartiers sud de Saint-Louis, est bien entretenu, composé de belles maisons en briques, qui témoignent de la qualité de l'artisanat local pour lequel Saint-Louis est célèbre. Le quartier est principalement composé d'une intéressante architecture de maisons en pierres et en briques construites entre les années 1930 et les années 1950. Quelques nouvelles constructions sont érigées dans le quartier mais sont vite limitées par le manque de terrain, adapté à la construction de nouveaux logements.
Le quartier de logements est principalement composé de familles uniques et de quelques familles partagées. La stabilité du quartier est reflétée par ses bâtiments solides, des prix attractifs pour les logements et le voisinage de Lindenwood est fier de leurs biens, s’engageant à l'entretien du quartier pour le garder typique, tel quel.

### Statistiques du logement
En juillet 2002, le quartier de Lindenwood Park présente les caractéristiques suivantes pour ses logements.
- La moyenne d'âge des logements est de 53 ans.
- 83% des logements sont des villas familiales, 5% sont des duplexes, 10% sont des 3-9 unit building et 2% d'autres.
- 83% sont occupés par le propriétaire.
- Valeur médiane des logements est de 90 532 $.
- 17% des logements sont loués.
- Le loyer médian mensuel est de 438 $.

Au cours de la dernière année 2007 (du 6 janvier au 5 février), le prix de vente médian des maisons était de 175 000 $, le prix moyen était de 137 000 $. Le prix médian des ventes est nettement parti à la hausse depuis l'enquête de l'année passée. Lindenwood continue à être un attirant quartier à haute demande d'habitation, comme le montre son solide marché du logement.

### Commercial
Les établissements commerciaux sont principalement situés le long de Hampton et Watson. Lindenwood à sa part de bons restaurants. La plupart sont d'origine italienne, qui représentent une partie de l'influence du célèbre quartier Italien The Hill, situé juste au nord-est de Lindenwood. Trattoria Marcella, un restaurant à Watson et Pernod, a été élu deuxième meilleur restaurant de Saint-Louis en 2000 par le sondage en restauration du journal Riverfront Times. Il a désormais établi une réputation régionale par la suite. Célèbre dans le monde entier, le commerce des fameuses Frozen Custard américaines Ted Drewes est revendiquée par un autre quartier de Saint-Louis, St. Louis Hills, mais il est situé sur le côté opposé de Chippewa, une des frontières.

## Histoire
La région comptait à l'origine une vaste partie de terres espagnoles qui appartenaient à Charles Gratiot en 1798. Au cours de la première moitié du XIXe siècle, cette vaste zone est subdivisée en plusieurs grandes étendues. Le développement a commencé au cours de la première moitié du XXe siècle.
Au cours des années 1920 et 1930, la région s'est rapidement développée. Entre Hampton et Watson, au nord de Pernod à Marquette, Southwest Park a été inauguré en 1924, Watson Terrasse a été inaugurée la même année, suivie par Rohndale sur Bancroft Avenue en 1926, et Ivanhoe Park en 1927. À l'est de Watson, entre Pernod et Chippewa, Somerset Park a été construit en 1926, comme l'a été la subdivision de Watson-Chippewa en 1928, Wenzlick Parc en 1929, et Milton Terrasse en 1937. La plupart des grands développements dans les logements ont été achevés en 1950, avec une mission de fill-in development occurrant la même année. Le plus récent développement majeur a été la subdivision de Lindenwood Hauteurs en 1963.
Les noms des rues de Lindenwood Park commémorent les éminents citoyens et les propriétaires de terrains lors de leurs développements. Certains des propriétaires de terres commémorées par les noms de rues sont James McCausland, James V. Prather, Joseph Weil, Adele Tholozan, Wesley Watson et James Fyler. Les noms de subdivisions sont Bradley, Smiley et Scanlan.
Deux américains réputés du pays, Général Winfield Scott Hancock et Chester A. Arthur sont commémorés des années 1880. Hancock, était général de l'Union dans la Guerre Civile Américaine et candidat à la présidentielle en 1880. Quant à Arthur, il était vice-président Républicain qui a succédé à la présidence après l'assassinat de James A. Garfield en 1881. Hancock et Arthur meurent tous les deux en 1886, peu de temps avant l'ouverture de la subdivision de Harlem Place.

## Démographie
En 2010, la population de Lindenwood Park était 91,2 % blanche, 4,3 % noire, 3,1 % hispanique ou latino-américaine, 0,2 % amérindienne, 1,3 % asiatique et 2,9 % d'autres origines.